# Растровая графика

Схема хранения растровой графики

Пример, показывающий разницу между растровой и векторной графикой при увеличении. При масштабировании растровых изображений их визуальное качество ухудшается (зачастую только без применения сглаживания), тогда как векторные изображения могут быть неограниченно увеличены без потери качества. Эта иллюстрация была конвертирована в формат SVG для показа на этой странице.

Растровое изображение (лат. rastrum — скребок, грабли) — изображение, представляющее собой сетку (мозаику) пикселей — цветных точек (обычно прямоугольных) на мониторе, и других отображающих устройствах.

## Общая характеристика
Важными характеристиками изображения являются:
- Размер изображения в пикселях — может выражаться в виде количества пикселей по ширине и по высоте (800 × 600, 1024 × 768, 1600 × 1200 пикселей и т. д.) или же в виде общего количества пикселей. Так, изображение размером 1600 × 1200 пикселей состоит из 1 920 000 точек, а это примерно 2 мегапикселя.
- Количество используемых цветов или глубина цвета (эти характеристики имеют следующую зависимость: {\displaystyle N=2^{k}}, где {\displaystyle N} — количество цветов, {\displaystyle k} — глубина цвета);
- Цветовое пространство (цветовая модель) — RGB, CMYK, XYZ, YCbCr и др.;
- Разрешение изображения — величина, определяющая количество точек (элементов растрового изображения) на единицу площади (или единицу длины). Не следует путать с размером сетки изображения.

Растровую графику редактируют с помощью растровых графических редакторов. Создаётся растровая графика непосредственно в растровом редакторе, фотоаппаратами, сканерами, а также путём экспорта из векторного редактора или в виде снимков экрана. 

## Преимущества
- Растровая графика позволяет создать практически любой рисунок, вне зависимости от сложности, в отличие от векторной графики.
- Распространённость — растровая графика используется сейчас практически везде: от маленьких значков до плакатов.
- Высокая скорость обработки сложных изображений, если не запрашивается масштабирование.
- Растровое представление изображения естественно для большинства устройств ввода-вывода графической информации, таких как мониторы (за исключением векторных устройств вывода), матричные и струйные принтеры, цифровые фотоаппараты, сканеры, а также сотовые телефоны.

## Недостатки
- Большой размер данных у простых изображений из большого количества точек.
- Невозможность масштабирования с сохранением оригинального уровня деталей.
- Невозможность вывода на печать на векторный графопостроитель без дополнительных манипуляций изображения.

Из‑за этих недостатков для хранения простых рисунков рекомендуется использовать векторную графику.

## Форматы
Растровые изображения обычно хранятся в сжатом виде. В зависимости от типа сжатия может быть возможно или невозможно восстановить изображение в точности таким, каким оно было до сжатия (сжатие без потерь или сжатие с потерями соответственно). Также в графическом файле могут храниться дополнительные данные: об авторе файла, фотокамере и её настройках, количестве точек на дюйм при печати, место съёмки (если изображение — снимок), программное обеспечение, использованное для подготовки, и др. Для этих целей часто применяется EXIF.

### Сжатие без потерь
Использует алгоритмы сжатия, основанные на уменьшении избыточности информации.
- BMP или Windows Bitmap — обычно используется без сжатия, хотя возможно использование алгоритма RLE.
- GIF (Graphics Interchange Format) — устаревающий формат, поддерживающий не более 256 цветов одновременно. Всё ещё популярен из-за поддержки анимации, которая отсутствует в чистом PNG, хотя ПО начинает поддерживать APNG.
- PCX — устаревший формат.
- PNG (Portable Network Graphics) — растровый формат, в основе которого алгоритм сжатия Deflate.
- JPEG-LS в режиме сжатия без потерь — алгоритм использует адаптивное предсказание значения текущего пиксела по окружению, включающему уже закодированные пикселы.
- Lossless JPEG — быстрый, но малоэффективный алгоритм сжатия, использующий (при обходе изображения попиксельно слева направо, сверху вниз) простое неадаптивное предсказание значения текущего пиксела по значениям верхнего, левого и верхнего левого пикселов.

### Сжатие с потерями
Основано на отбрасывании части информации, как правило, наименее воспринимаемой глазом.
- JPEG — очень широко используемый формат изображений. Сжатие использует разбиение изображения на блоки, квантование пространственных спектральных компонент в каждом блоке изображения с последующим их кодированием с помощью энтропии. При детальном рассмотрении сильно сжатого изображения заметно размытие резких границ и характерный муар вблизи них. При невысоких степенях сжатия восстановленное изображение визуально неотличимо от исходного.

### Разное
- TIFF поддерживает большой диапазон изменения глубины цвета, разные цветовые пространства, разные настройки сжатия (как с потерями, так и без) и др.
- В формате Raw хранится информация, непосредственно полученная с матрицы цифрового фотоаппарата или аналогичного устройства, без применения к ней каких-либо преобразований, а также настройки фотокамеры. Позволяет избежать потери информации при применении к изображению различных преобразований (потеря информации происходит в результате округления и выхода цвета пиксела за пределы допустимых значений). Используется при съёмке в сложных условиях (недостаточная освещённость, невозможность выставить баланс белого и т. п.) для последующей обработки на компьютере (обычно в ручном режиме). Практически все полупрофессиональные и профессиональные цифровые фотоаппараты позволяют сохранять Raw изображения. Формат файла варьируется от модели до производителя, единого стандарта для всех Raw изображений не существует.

## История
Первые вычислительные машины не имели отдельных средств для работы с графикой, однако уже использовались для получения и обработки изображений. Программируя память первых электронных машин, построенную на основе запоминающих электронно-лучевых трубок, можно было получать растровое изображение.
В 1961 году программист С. Рассел возглавил проект по созданию первой компьютерной игры с графикой. Создание игры «Spacewar» («Космические войны») заняло около 200 человеко-часов. Игра была создана на машине PDP-1.
В 1963 году американский учёный Айвен Сазерленд создал программно-аппаратный комплекс Sketchpad, который позволял рисовать точки, линии и окружности на трубке цифровым пером. Поддерживались базовые х действия с примитивами: у перемещение, копирование и др. По сути, это был первый растровый редактор, реализованный на компьютере. Также программу можно назвать первым графическим интерфейсом, причём она являлась таковой ещё до появления самого термина.
В середине 1960-х гг. появились разработки в промышленных приложениях компьютерной графики. Так, под руководством Т. Мофетта и Н. Тейлора фирма Itek разработала цифровую электронную чертёжную машину. В 1964 году General Motors представила систему автоматизированного проектирования DAC-1, разработанную совместно с IBM.
В 1968 году группой под руководством Константинова Н. Н. была создана компьютерная математическая модель движения кошки. Машина БЭСМ-4, выполняя написанную программу решения дифференциальных уравнений, рисовала мультфильм «Кошечка», который для своего времени являлся прорывом. Для визуализации использовался алфавитно-цифровой принтер. Существенный прогресс компьютерная графика испытала с появлением возможности запоминать изображения и выводить их на компьютерном дисплее.